# Hirschhausen (Weilburg)
Hirschhausen ist ein Stadtteil von Weilburg im mittelhessischen Landkreis Limburg-Weilburg.

## Geographie
Das Dorf liegt, von Wald umgeben, im nordöstlichen Taunus (östlicher Hintertaunus), 5,4 km nordöstlich der Weilburger Kernstadt. Durch den Ort führt die Kreisstraße 412. Der Ort selbst liegt auf 248 bis 298 Metern Höhe, während das Gelände im Nordosten der Gemarkung auf bis zu 321 Meter ansteigt.
Nachbarorte sind Kubach (westlich), Drommershausen (nordwestlich), Philippstein (nordöstlich) und Bermbach (östlich).

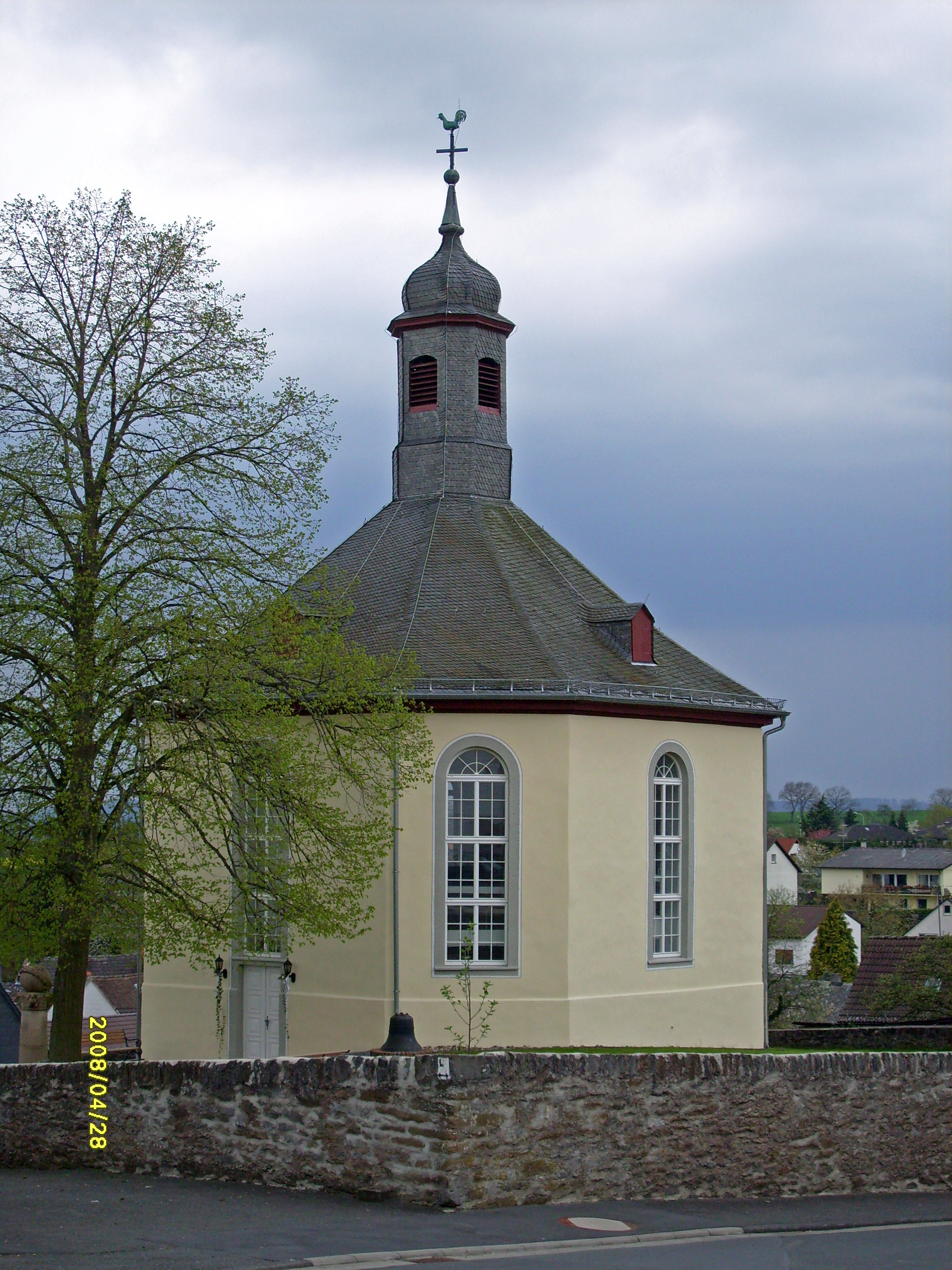
Evangelische Kirche

## Geschichte

### Ortsgeschichte
Die älteste bekannte schriftliche Erwähnung von Hirschhausen erfolgte unter dem Namen Herleshhusen im Jahr 1327.
Die achteckige Kirche wurde im Jahr 1763 errichtet. Im 18. Jahrhundert gehörte Hirschhausen zur Pfarrei Kubach. Da zu dieser Zeit Hirschhausen mit Kubach ein eigenständiges Kirchspiel bildete, das für die Besoldung des Pfarrers einen Beitrag in Naturalien liefern musste, wurde mit Kubach ein Fruchtlieferungsvertrag abgeschlossen, der erst im Jahr 1932 abgeändert wurde.
Westlich von Hirschhausen befinden sich die Mauerreste des ehemaligen Johanniter-Konvents und der Wallfahrtskirche Pfannstiel.
Hessische Gebietsreform (1970–1977)
Zum 31. Dezember 1970 fusionierten im Zuge der Gebietsreform in Hessen die bis dahin selbstständigen Gemeinden Ahausen, Bermbach, Drommershausen, Gaudernbach, Hasselbach, Hirschhausen, Kirschhofen, Odersbach und Waldhausen und die Stadt Weilburg auf freiwilliger Basis zur erweiterten Stadt Weilburg. Dadurch wurde Hirschhausen ein Stadtteil von Weilburg.
Für die ehemals eigenständigen Gemeinden sowie für die Kernstadt wurde je ein Ortsbezirk mit Ortsbeirat und Ortsvorsteher nach der Hessischen Gemeindeordnung gebildet.

### Verwaltungsgeschichte im Überblick
Die folgende Liste zeigt die Staaten bzw. Herrschaftsgebiete und deren untergeordnete Verwaltungseinheiten, in denen Hirschhausen lag:
- vor 1806: Heiliges Römisches Reich, Fürstentum Nassau-Weilburg, Amt Weilburg
- ab 1806: Herzogtum Nassau, Amt Weilburg
- ab 1816: Herzogtum Nassau, Amt Weilburg
- ab 1849: Herzogtum Nassau, Kreisamt Hadamar
- ab 1854: Herzogtum Nassau, Amt Weilburg
- ab 1867: Norddeutscher Bund[Anm. 1], Königreich Preußen, Provinz Hessen-Nassau, Regierungsbezirk Wiesbaden, Oberlahnkreis
- ab 1871: Deutsches Reich, Königreich Preußen, Provinz Hessen-Nassau, Regierungsbezirk Wiesbaden, Oberlahnkreis
- ab 1918: Deutsches Reich, Freistaat Preußen, Provinz Hessen-Nassau, Regierungsbezirk Wiesbaden, Oberlahnkreis
- ab 1944: Deutsches Reich, Freistaat Preußen, Provinz Nassau, Oberlahnkreis
- ab 1945: Amerikanische Besatzungszone, Groß-Hessen, Regierungsbezirk Wiesbaden, Oberlahnkreis
- ab 1946: Amerikanische Besatzungszone, Land Hessen, Regierungsbezirk Wiesbaden, Oberlahnkreis
- ab 1949: Bundesrepublik Deutschland, Land Hessen, Regierungsbezirk Wiesbaden, Oberlahnkreis
- ab 1968: Bundesrepublik Deutschland, Land Hessen, Regierungsbezirk Darmstadt, Oberlahnkreis
- ab 1971: Bundesrepublik Deutschland, Land Hessen, Regierungsbezirk Darmstadt, Oberlahnkreis, Stadt Weilburg[Anm. 2]
- ab 1974: Bundesrepublik Deutschland, Land Hessen, Regierungsbezirk Darmstadt, Landkreis Limburg-Weilburg, Stadt Weilburg
- ab 1981: Bundesrepublik Deutschland, Land Hessen, Regierungsbezirk Gießen, Landkreis Limburg-Weilburg, Stadt Weilburg

### Bevölkerung
Einwohnerentwicklung
| Hirschhausen: Einwohnerzahlen von 1834 bis 2020 | Hirschhausen: Einwohnerzahlen von 1834 bis 2020 | Hirschhausen: Einwohnerzahlen von 1834 bis 2020 | Hirschhausen: Einwohnerzahlen von 1834 bis 2020 | Hirschhausen: Einwohnerzahlen von 1834 bis 2020 |
| --- | ----------------------------------------------- | ----------------------------------------------- | ----------------------------------------------- | ----------------------------------------------- |
| Jahr |                                                 |                                                 |                                                 | Einwohner                                       |
| 1834 | 1834                                            |                                                 | 342                                             | 342                                             |
| 1840 | 1840                                            |                                                 | 389                                             | 389                                             |
| 1846 | 1846                                            |                                                 | 410                                             | 410                                             |
| 1852 | 1852                                            |                                                 | 414                                             | 414                                             |
| 1858 | 1858                                            |                                                 | 439                                             | 439                                             |
| 1864 | 1864                                            |                                                 | 451                                             | 451                                             |
| 1871 | 1871                                            |                                                 | 470                                             | 470                                             |
| 1875 | 1875                                            |                                                 | 461                                             | 461                                             |
| 1885 | 1885                                            |                                                 | 491                                             | 491                                             |
| 1895 | 1895                                            |                                                 | 496                                             | 496                                             |
| 1905 | 1905                                            |                                                 | 506                                             | 506                                             |
| 1910 | 1910                                            |                                                 | 507                                             | 507                                             |
| 1925 | 1925                                            |                                                 | 492                                             | 492                                             |
| 1939 | 1939                                            |                                                 | 441                                             | 441                                             |
| 1946 | 1946                                            |                                                 | 643                                             | 643                                             |
| 1950 | 1950                                            |                                                 | 679                                             | 679                                             |
| 1956 | 1956                                            |                                                 | 656                                             | 656                                             |
| 1961 | 1961                                            |                                                 | 619                                             | 619                                             |
| 1967 | 1967                                            |                                                 | 661                                             | 661                                             |
| 1970 | 1970                                            |                                                 | 659                                             | 659                                             |
| 1980 | 1980                                            |                                                 | ?                                               | ?                                               |
| 1990 | 1990                                            |                                                 | ?                                               | ?                                               |
| 2000 | 2000                                            |                                                 | ?                                               | ?                                               |
| 2011 | 2011                                            |                                                 | 651                                             | 651                                             |
| 2016 | 2016                                            |                                                 | 731                                             | 731                                             |
| 2020 | 2020                                            |                                                 | 693                                             | 693                                             |
| Datenquelle: Historisches Gemeindeverzeichnis für Hessen: Die Bevölkerung der Gemeinden 1834 bis 1967. Wiesbaden: Hessisches Statistisches Landesamt, 1968. Weitere Quellen: LAGIS; Stadt Weilburg; Zensus 2011 |                                                 |                                                 |                                                 |                                                 |

Einwohnerstruktur 2011
Nach den Erhebungen des Zensus 2011 lebten am Stichtag dem 9. Mai 2011 in Hirschhausen 651 Einwohner. Darunter waren 21 (3,2 %) Ausländer.
Nach dem Lebensalter waren 123 Einwohner unter 18 Jahren, 258 zwischen 18 und 49, 126 zwischen 50 und 64 und 144 Einwohner waren älter.
Die Einwohner lebten in 267 Haushalten. Davon waren 66 Singlehaushalte, 72 Paare ohne Kinder und 90 Paare mit Kindern, sowie 30 Alleinerziehende und 9 Wohngemeinschaften. In 57 Haushalten lebten ausschließlich Senioren und in 159 Haushaltungen lebten keine Senioren.
Religionszugehörigkeit
| • 1885: | 487 evangelische (= 99,19 %), 4 katholische (= 0,81 %) Einwohner           |
| • 1961: | 515 evangelische (= 83,20 %), 95 römisch-katholische (= 15,35 %) Einwohner |

## Politik
Ortsvorsteher ist nach der Kommunalwahl in Hessen 2021 Jürgen Engel.

## Kultur und Sehenswürdigkeiten

### Wildpark
Südlich des Ortes befindet sich der Wildpark Tiergarten Weilburg.

### Vereine
Das Vereinsleben wird vom Karnevals-Club Hirschhausen e. V., vom Frauenchor „Eintracht“, von der im Jahr 1933 gegründeten Freiwilligen Feuerwehr Hirschhausen e. V. (seit 1. Mai 1975 mit ihrer Jugendfeuerwehr), vom Männergesangverein „Uhland“, vom TSV Hirschhausen e. V. sowie vom VdK-Ortsverein Hirschhausen geprägt.

## Infrastruktur
Seit dem Jahr 1933 sorgt die Freiwillige Feuerwehr Hirschhausen für den abwehrenden Brandschutz und die allgemeine Hilfe in diesem Ort. Es wird hier die städtische Kindertagesstätte „Sonnenschein“ betrieben. Es bestehen in Hirschhausen das Bürgerhaus in der Drommershäuser Straße, der Sportplatz, ein Kinderspielplatz sowie Wanderwege.